# Fußball-Rheinlandliga
Die Rheinlandliga ist die höchste Spielklasse im Herrenbereich des Fußballverbandes Rheinland. In der Ligenhierarchie des deutschen Fußballs stellt die Liga derzeit die sechsthöchste Spielklasse dar. Geographisch umfasst die Spielklasse den nördlichen Teil des Landes Rheinland-Pfalz und die Fußball-Verbandsliga Südwest den südlichen Landesteil. Der Meister der Rheinlandliga steigt jeweils in die Oberliga Rheinland-Pfalz/Saar, die bis 2012 unter der Bezeichnung „Oberliga Südwest“ firmierte, auf. Der Rheinlandliga sind drei Bezirksligen, die in die Gebiete West, Mitte und Ost untergliedert sind, untergeordnet.

## Mitglieder der Rheinlandliga
Folgende 18 Mannschaften nehmen in der Saison 2024/25 an der Rheinlandliga teil:
- FC Cosmos Koblenz (Absteiger)
- FC Bitburg (Absteiger)
- SG 2000 Mülheim-Kärlich
- Ahrweiler BC
- SG Schneifel
- SG Malberg/Rosenheim
- FV Hunsrückhöhe Morbach
- SG Hochwald
- SV Rot-Weiss Wittlich
- TuS Kirchberg
- VfB Wissen
- SG 99 Andernach
- FSV Trier-Tarforst
- TuS Immendorf
- TuS Mosella Schweich (Aufsteiger)
- VfB Linz (Aufsteiger)
- SG Westerburg (Aufsteiger)
- SG Vordereifel Müllenbach (Aufsteiger)

## Geschichte
Die Liga wurde unter der Bezeichnung „1. Amateurliga Rheinland“ zur Saison 1952/53 eingeführt. Sie stellte damals den Unterbau zur 2. Liga Südwest dar und war somit in der Gesamtligenhierarchie drittklassig. Von der Saison 1956/57 bis 1962/63 spielte die Liga in zwei Spielstaffeln Ost und West mit meist 12 Teams pro Staffel. Zwischen den beiden Staffelsiegern wurde der Rheinlandmeister ermittelt. Mit Einführung der Regionalliga Südwest als zweithöchste Spielklasse ab der Saison 1963/64 wurde die 1. Amateurliga Rheinland wieder in einer Staffel zusammengefasst. Ab der Spielzeit 1974/75 fungierte die Liga als Unterbau zur neu eingeführten 2. Fußball-Bundesliga, wobei der Rheinlandmeister gegen die Meister der Verbandsliga Südwest und der Verbandsliga Saar in einer Aufstiegsrunde einen Aufsteiger in die Südstaffel der 2. Bundesliga ermittelte. Ab der Saison 1978/79 wurde als höchste Amateurspielklasse die Oberliga Südwest (wieder-)eingeführt (ab der Saison 2012/13 als Oberliga Rheinland-Pfalz/Saar bezeichnet). Die Spielklasse wurde in „Verbandsliga Rheinland“ umbenannt und war seitdem nur noch viertklassig. Der Meister stieg jeweils in die Oberliga auf. Mit Wiedereinführung der drittklassigen Regionalligen zur Saison 1994/95 stellte die Verbandsliga Rheinland, die ab der Saison 2003/04 ihren jetzigen Namen „Rheinlandliga“ erhielt, nur noch die fünfthöchste Spielklasse und nach Einführung der 3. Liga ab der Saison 2008/09 sogar nur noch die sechsthöchste Stufe im deutschen Ligafußball dar.

## Meister

### Amateurliga Rheinland
Rheinlandmeister, die in die nächsthöhere Liga aufgestiegen sind, sind mit einem  ▲ markiert.
- 1952/53: SpVgg Bendorf  ▲
- 1953/54: VfL Trier
- 1954/55: VfL Trier  ▲
- 1955/56: SV Niederlahnstein  ▲
- 1956/57: Germania Metternich  ▲  1
- 1957/58: Sportfreunde Herdorf  2
- 1958/59: Germania Metternich  3
- 1959/60: Germania Metternich  ▲  4
- 1960/61: SV Ehrang  5
- 1961/62: VfB Wissen  ▲  6
- 1962/63: VfL Neuwied  7
- 1963/64: Germania Metternich  ▲
- 1964/65: SpVgg Bendorf
- 1965/66: Germania Metternich  ▲
- 1966/67: SSV Mülheim  ▲
- 1967/68: SC Rhein-Ahr Sinzig
- 1968/69: SSV Mülheim
- 1969/70: VfL Neuwied
- 1970/71: Spvgg Andernach  ▲
- 1971/72: Eisbachtaler Sportfreunde  ▲
- 1972/73: Spvgg Andernach
- 1973/74: SV Leiwen
- 1974/75: Eintracht Trier
- 1975/76: Eintracht Trier  ▲
- 1976/77: TuS Neuendorf
- 1977/78: TuS Neuendorf  8

### Verbandsliga Rheinland
Die Meister der Verbandsliga Rheinland stiegen automatisch in die Oberliga Südwest auf.
- 1978/79: SV Leiwen
- 1979/80: TuS Mayen
- 1980/81: SV Leiwen
- 1981/82: VfL Hamm/Sieg
- 1982/83: SpVgg EGC Wirges
- 1983/84: TuS Mayen
- 1984/85: VfL Hamm/Sieg
- 1985/86: SV Leiwen
- 1986/87: SpVgg EGC Wirges
- 1987/88: VfB Wissen
- 1988/89: TuS Mayen
- 1989/90: Eisbachtaler Sportfreunde
- 1990/91: VfB Wissen
- 1991/92: SV Wittlich
- 1992/93: SV Prüm
- 1993/94: TuS Koblenz  9
- 1994/95: VfL Trier
- 1995/96: SV Prüm
- 1996/97: TuS Montabaur
- 1997/98: SpVgg EGC Wirges  10
- 1998/99: TuS Mayen
- 1999/00: Germania Metternich
- 2000/01: TuS Mayen
- 2001/02: FV Engers 07
- 2002/03: SV Klausen

### Rheinlandliga
Die Meister der Rheinlandliga stiegen, soweit nicht durch einen  ▲ angegeben, automatisch in die Oberliga Südwest auf.
- 2003/04: SG 06 Betzdorf
- 2004/05: Eintracht Trier II
- 2005/06: SG Roßbach/Verscheid  ▲  11
- 2006/07: SV Roßbach/Verscheid
- 2007/08: SG 06 Betzdorf  12
- 2008/09: Eisbachtaler Sportfreunde
- 2009/10: Eintracht Trier II  13
- 2010/11: FSV Salmrohr
- 2011/12: SV Mehring  14
- 2012/13: SpVgg Burgbrohl
- 2013/14: SpVgg EGC Wirges
- 2014/15: FC Karbach  15
- 2015/16: TuS Rot-Weiß Koblenz
- 2016/17: FV Engers 07
- 2017/18: TSV Emmelshausen
- 2018/19: Eisbachtaler Sportfreunde
- 2019/20: SG 2000 Mülheim-Kärlich  16
- 2020/21: keiner
- 2021/22: Ahrweiler BC  17
- 2022/23: FC Bitburg
- 2023/24: Eisbachtaler Sportfreunde
- 2024/25 FC Cosmos Koblenz

## Rekordmeister
| Rang | Verein                    | Titel | Spielzeiten                        |
| ---- | ------------------------- | ----- | ---------------------------------- |
| 1.   | Germania Metternich       | 6     | 1957, 1959, 1960, 1964, 1966, 2000 |
| 2.   | TuS Mayen                 | 5     | 1980, 1984, 1989, 1999, 2001       |
|      | Eisbachtaler Sportfreunde | 5     | 1972, 1990, 2009, 2019, 2024       |
| 4.   | SV Leiwen                 | 4     | 1974, 1979, 1981, 1986             |
|      | SpVgg EGC Wirges          | 4     | 1983, 1987, 1998, 2014             |
| 6.   | TuS Koblenz               | 3     | 1977, 1978, 1994                   |
|      | VfL Trier                 | 3     | 1954, 1955, 1995                   |
|      | VfB Wissen                | 3     | 1962, 1988, 1991                   |
| 9.   | SpVgg Bendorf             | 2     | 1953, 1965                         |
|      | VfL Neuwied               | 2     | 1963, 1970                         |
|      | SSV Mülheim               | 2     | 1967, 1969                         |
|      | Spvgg Andernach           | 2     | 1971, 1973                         |
|      | Eintracht Trier           | 2     | 1975, 1976                         |
|      | VfL Hamm/Sieg             | 2     | 1982, 1985                         |
|      | SV Prüm                   | 2     | 1993, 1996                         |
|      | FV Engers 07              | 2     | 2002, 2017                         |
|      | SG 06 Betzdorf            | 2     | 2004, 2008                         |
|      | Eintracht Trier II        | 2     | 2005, 2010                         |
|      | SV Roßbach/Verscheid      | 2     | 2006, 2007                         |
| 20.  | SV Niederlahnstein        | 1     | 1956                               |
|      | Sportfreunde Herdorf      | 1     | 1958                               |
|      | SV Ehrang                 | 1     | 1961                               |
|      | SC Rhein-Ahr Sinzig       | 1     | 1968                               |
|      | SV Wittlich               | 1     | 1992                               |
|      | TuS Montabaur             | 1     | 1997                               |
|      | SV Klausen                | 1     | 2003                               |
|      | FSV Salmrohr              | 1     | 2011                               |
|      | SV Mehring                | 1     | 2012                               |
|      | SpVgg Burgbrohl           | 1     | 2013                               |
|      | FC Karbach                | 1     | 2015                               |
|      | TuS Rot-Weiß Koblenz      | 1     | 2016                               |
|      | TSV Emmelshausen          | 1     | 2018                               |
|      | SG 2000 Mülheim-Kärlich   | 1     | 2020                               |
|      | Ahrweiler BC              | 1     | 2022                               |
|      | FC Bitburg                | 1     | 2023                               |
|      | FC Cosmos Koblenz         | 1     | 2025                               |